# Ernst I. (Braunschweig-Grubenhagen)
Ernst I. von Braunschweig-Grubenhagen (* um 1297; † 9. März 1361) war Fürst von Braunschweig-Grubenhagen.

## Leben
Er war ein Sohn Heinrichs I. des Wunderlichen und dessen Frau Agnes, geb. Markgräfin von Meißen. Heinrich der Wunderliche begründete nach einer welfischen Erbteilung im Jahre 1291 das Fürstentum Grubenhagen. Ursprünglich für den geistlichen Stand bestimmt, trat Ernst nach dem Tode seines Vaters 1322 mit seinen Brüdern Heinrich II. und Wilhelm die Herrschaft im Fürstentum Grubenhagen an.
Dieses Fürstentum war gegenüber den anderen welfischen Teilfürstentümern ohnehin schon ein eher kleines Territorium. Aufgrund des Kinderreichtums Heinrichs des Wunderlichen (acht Söhne und acht Töchter) fiel es diesem schwer, alle Nachkommen standesgemäß zu versorgen. Der älteste Sohn Heinrich II. konnte daher nicht die ungeteilte Herrschaft über das Fürstentum einnehmen. Im Jahre 1324 schloss er zwar mit seinen Brüdern Ernst und Wilhelm eine weitgehende Gütervereinbarung, nach der das Territorium gemeinschaftlich regiert werden sollte, bereits kurz darauf wurde aber die Regierung geteilt. Ernst fiel dabei das Gebiet um Einbeck, Grubenhagen und Osterode zu. Die Städte Duderstadt, Osterode und Einbeck wurden gemeinsam regiert. Im Jahre 1359 machte er seinen Sohn Albrecht zum Mitregenten.
Ernsts älterer Bruder Heinrich starb 1351, und dessen Söhne weilten im Ausland und verstarben ohne Nachkommen. So wurde nach dem Tode seines kinderlosen jüngeren Bruders Wilhelm im Jahre 1360 das gesamte Fürstentum Grubenhagen von Ernst regiert. Nach seinem Tod 1361 folgte ihm sein Sohn Albrecht.

## Familie
Ernst heiratete 1335/6 Adelheid von Everstein († nach dem 29. September 1373), Tochter des Grafen Hermann II. von Everstein und der Adelheid, geb. zur Lippe (1298–1324). Aus der Ehe gingen neun Kinder hervor:
- Otto (* 1337, † jung)
- Albrecht I. (um 1339–1383) ⚭ (1372) Agnes von Braunschweig († 1410), Tochter des Herzogs Magnus II. von Braunschweig-Lüneburg
- Johann II. († 1401), Kanoniker in Hildesheim, Einbeck und Mainz
- Adelheid (um 1341–1406) ⚭ (um 1362) Herzog Bogislaw V. von Pommern (um 1326–1374)
- Agnes (um 1342–1394) ⚭ (1362) Graf Ulrich von Honstein
- Anna (um 1343–1409) ⚭ (1362) Graf Heinrich VIII. von Honstein
- Ernst (um 1346–1400/02), Abt von Corvey (1369–1371)
- Friedrich (um 1350–1421) ⚭ Adelheid von Anhalt
- Anna (um 1360–1437), Äbtissin im Kloster St. Jacobi (Osterode)